# Матвієнко Олександр Володимирович
Олександр Володимирович Матвієнко (* 23 серпня 1961, м. Переяслав-Хмельницький, Україна) — український поет, член Національної спілки письменників України (23.10.2012).

## Біографія
Народився 23 серпня 1961 року в Переяславі в сім’ї педагогів. Згодом навчався та закінчив середню школу №5 в Переяславі . У 1983 році закінчив Полтавський інженерно-будівельний інститут (санітарно-технічний факультет, спеціальність «теплогазопостачання та вентиляція»), після чого працював на виробництві у 1983-1986 роках. У 2018 році закінчив Переяслав-Хмельницький державний педагогічний університет імені Григорія Сковороди (філологічний факультет, магістратура).
Упродовж 1986–2001 рр. працював майстром та інженером з монтажу та експлуатації систем вентиляції на вентиляційній дільниці Хмельницького радіотехнічного заводу; інженером, головним інженером і начальником у Переяслав-Хмельницькій житлово-експлуатаційній конторі; у 2001–2006 рр. та 2012–2020 рр. редактором інформаційного відділу газети «Діловий Переяслав» у ТОВ «Світа»; у 2006–2010 рр. секретарем Переяслав-Хмельницької міської ради. 
Також Олександр Матвієнко – депутат Переяслав-Хмельницької міської ради V скликання (2006–2010 рр.), VII скликання (2015–2020 рр.) та VIII скликання (з 2023 року). Нині працює начальником відділу ведення державного реєстру виборців Переяславської міської ради.

## Творчість
Дебютував кількома поезіями в літературному альманасі від «Ділового…» (додатку до газети «Діловий Переяслав») у липні 1997 р. Друкувався в журналі «Дніпро» (№3–4 за 2007 р.), газетах «Діловий Переяслав», «Вісник Переяславщини», «Переяславська Рада», «Вісті. Інформація. Реклама» (Бориспіль), «Час Київщини» (Київ), «Нескорені» (Львів), поетичній антології Київщини «Кришталеві роси» (Київ: «Міленіум», 2007), антології Київської обласної організації Національної спілки письменників України «Літературні джерела Київщини» (Київ: ТОВ «Видавництво Ліра-К», 2021).
Збірки віршів:
- «Перша група крові» (1998),
- «Extremum» (2002),
- «Напутнє слово» (2006),
- «Аlter ego» (2007),
- «Наодинці з собою вчорашнім» (2007),
- «З насіння скошених віків» (2011),
- «Сміху варте» (2020).